# Кубок африканських чемпіонів 1988
Кубок африканських чемпіонів 1988 — 24-й розіграш турніру, що проходив під егідою КАФ. Матчі проходили з квітня по 9 грудня 1988 року. Турнір проходив за олімпійською системою, команди грали по два матчі. Усього брали участь 37 команд. Чемпіонський титул уперше здобув алжирський клуб «ЕС Сетіф» з Ібадана.

## Попередній раунд
| Команда 1          | Заг. | Команда 2             | 1-й матч | 2-й матч |
| ------------------ | ---- | --------------------- | -------- | -------- |
| Манзіні Вондерерз  | 6:1  | Тоуншип Роллерз       | 2:0      | 4:1      |
| Соні Ела Нгуема    | 0:5  | Етуаль дю Конго       | 0:1      | 0:4      |
| Пантерес Нуарес    | 2:3  | Вагад                 | 2:2      | 0:1      |
| Лесото Діфенс Форс | 2:3  | Санрайс Флак Юнайтед  | 2:0      | 0:3      |
| Сьєрра Фішер'єс    | 0:1  | Поліс (Порт-оф-Спейн) | 0:1      | 0:0      |

## Перший раунд
| Команда 1             | Заг.            | Команда 2             | 1-й матч | 2-й матч |
| --------------------- | --------------- | --------------------- | -------- | -------- |
| Івуаньянву Нейшнл     | 3:0             | Рекен де л’Атлантік   | 2:0      | 1:0      |
| Калум Стар            | 1:5             | Африка Спортс         | 0:2      | 1:3      |
| Думбе                 | 0:2             | Тоннер (Яунде)        | 0:1      | 0:1      |
| Етуаль дю Конго       | 0:2             | Інтер Стар            | 0:0      | 0:2      |
| Інвінсібл Ілевен      | 0:1             | ФАР                   | 0:1      | 0:0      |
| Мачеде (Мапуту)       | 4:3             | Жос Нозі-Бе           | 3:1      | 1:2      |
| Петру Атлетіку        | 3:1             | ТП Мазембе            | 2:1      | 1:0      |
| Санрайс Флак Юнайтед  | 4:3             | Блек Рінос            | 2:1      | 2:2      |
| Поліс (Порт-оф-Спейн) | 2:2 (пен. 10:9) | СЕЙБ                  | 2:0      | 0:2      |
| Асанте Котоко         | 2:2 (2:4 p)     | ФК 105 Лібревіль      | 2:0      | 0:2      |
| Етуаль дю Сахель      | т. п.           | Аль-Наср (Бенгазі)    | —        | —        |
| Манзіні Вондерерз     | 2:5             | Наківубо Вілла        | 1:4      | 1:1      |
| Стад Мальєн           | 1:5             | ЕС Сетіф              | 1:1      | 0:4      |
| Шабана                | 2:4             | Кабве Воріерс         | 1:0      | 1:4      |
| Вагад                 | 1:7             | Аль-Гіляль (Омдурман) | 1:1      | 0:6      |
| Янг Афріканс          | 0:4             | Аль-Аглі (Каїр)       | 0:0      | 0:4      |

Примітки
1. ↑  «Аль-Наср» знявся з турніру.

## Другий раунд
| Команда 1            | Заг. | Команда 2             | 1-й матч | 2-й матч |
| -------------------- | ---- | --------------------- | -------- | -------- |
| Івуаньянву Нейшнл    | 4:3  | Тоннер (Яунде)        | 2:0      | 2:3      |
| Африка Спортс        | 4:2  | Петру Атлетіку        | 3:0      | 1:2      |
| ФАР                  | 6:2  | Поліс (Порт-оф-Спейн) | 5:0      | 1:2      |
| Санрайс Флак Юнайтед | 3:5  | Мачеде (Мапуту)       | 2:0      | 1:5      |
| ФК 105 Лібревіль     | 3:2  | Інтер Стар            | 2:1      | 1:1      |
| Етуаль дю Сахель     | 2:3  | ЕС Сетіф              | 2:1      | 0:2      |
| Кабве Воріерс        | 1:3  | Аль-Гіляль (Омдурман) | 0:0      | 1:3      |
| Наківубо Вілла       | 3:6  | Аль-Аглі (Каїр)       | 2:3      | 1:3      |

## Фінальний етап

### Чвертьфінал
| Команда 1             | Заг. | Команда 2       | 1-й матч | 2-й матч |
| --------------------- | ---- | --------------- | -------- | -------- |
| Івуаньянву Нейшнл     | 3:2  | Африка Спортс   | 2:0      | 1:2      |
| Аль-Гіляль (Омдурман) | 1:3  | ФАР             | 1:0      | 0:3      |
| ФК 105 Лібревіль      | 3:4  | ЕС Сетіф        | 3:1      | 0:3      |
| Аль-Аглі (Каїр)       | 2:1  | Мачеде (Мапуту) | 2:0      | 0:1      |

### Півфінал
| Команда 1         | Заг.           | Команда 2       | 1-й матч | 2-й матч |
| ----------------- | -------------- | --------------- | -------- | -------- |
| Івуаньянву Нейшнл | 5:5 (пен. 5:3) | ФАР             | 4:1      | 1:4      |
| ЕС Сетіф          | 2:2 (пен. 4:2) | Аль-Аглі (Каїр) | 2:0      | 0:2      |

## Фінал
| 26 листопада 1988 |

| Івуаньянву Нейшнл | 1:0 | ЕС Сетіф |
| ----------------- | --- | -------- |
| Уве 29'           |     |          |

| «Ліберті», Ібадан Глядачів: 35 000 Арбітр: Ідрісса Траоре (Малі) |

| 9 грудня 1988 |

| ЕС Сетіф                                      | 4:0 | Івуаньянву Нейшнл |
| --------------------------------------------- | --- | ----------------- |
| Зордане 50' Бендябаллах 53', 88' Еке 87' (аг) |     |                   |

| Стадіон імені Мухамеда Хамлаоуї, Константіна Глядачів: 40 000 Арбітр: Барада Сене (Сенегал) |

| Чемпіон Кубка африканських чемпіонів 1988 [[Файл:Flag of Algeria.svg\|border\|border\|100px\|Алжир]] ЕС Сетіф (1-й титул) |